# Ostracion cyanurus
Ostracion cyanurus — вид скелезубоподібних риб родини кузовкових (Ostraciidae).

## Поширення
Вид поширений на заході Індійського океану, у Червоному морі та Перській затоці.

## Опис
Тіло кубоподібної форми, завдовжки до 15 см.

## Спосіб життя
Риба мешкає у тропічних водах серед коралових рифів. Веде одиночний спосіб життя.

## Живлення
Живиться, в основному, водоростями. В раціон також входить планктон, губки, молюски, черви, форамініфери, дрібні ракоподібні та риби.